# フレデリック・スタフォード
フレデリック・スタフォード（Frederick Stafford、1928年3月11日 - 1979年7月28日）は、チェコスロバキア出身の俳優。

## 出演作品
- 狼女の伝説
- 星空の神話
- 恐怖は深く静かに走れ
- コマンドG戦略
- 空爆大作戦（ポール・スティーヴンス大尉）
- トパーズ
- 砂漠の戦場エル・アラメン
- アルデンヌの戦い
- 一億ドル大攻防戦/モロッコの死闘
- ベイルートより愛をこめて
- OSS117/東京の切札
- リオの嵐